# دانشگاه دیپونگورو
دانشگاه دیپونگورو (به لاتین: Diponegoro University) یک دانشگاه‌ در اندونزی است که در سمارانگ واقع شده‌است.